# Sandwichtechnik (Rettungstechnik)
Als Sandwichtechnik wird im Rettungsdienst eine Rettungstechnik bezeichnet, die angewandt wird, um auf dem Bauch liegende Patienten mit Wirbelsäulenverletzungen zu retten. Ziel ist es, die wirbelsäulenverletzten Patienten bei der Rettung nicht zu bewegen, um Folgeschäden zu vermeiden.
Schaufeltrage und Vakuummatratze sind nach DIN EN 1789 auf jedem Rettungswagen vorhanden.

## Durchführung

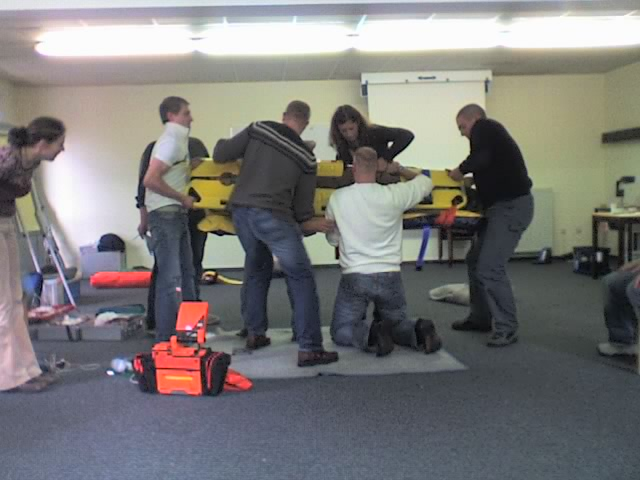
Durchführung

Der Verletzte wird in Bauchlage auf eine Schaufeltrage gelegt. Danach wird auf seinen Rücken eine Vakuummatratze gelegt, angeformt und abgesaugt. Der Patient wird nun mit Gurten gesichert, auf den Rücken gedreht und dann auf der Trage gelagert. Die Schaufeltrage kann daraufhin wieder entfernt werden.

## Einschränkungen
- Zeitfaktor: Die Durchführung dieser Technik benötigt Zeit. Sie kann daher nur angewendet werden, wenn keine weiteren Komplikationen vorliegen, die ein sofortiges Handeln nötig machen (z. B. Atemstillstand, Bewusstlosigkeit)
- Untergrund: Das Verbringen eines Patienten auf eine Schaufeltrage kann bei unebenem Untergrund (z. B. auf einer Wiese) große Schwierigkeiten verursachen.
- „Mitarbeit/Angst“ des Patienten: Das Auflegen der Vakuummatratze kann im Patienten ein Engegefühl hervorrufen, das zu einer Panikattacke führen kann, was bei Verdacht auf eine Fraktur der Wirbelsäule nicht zielführend ist.

Die Sandwichtechnik wurde im Zuge einer Lehrmeinungsänderung des Österreichischen Roten Kreuzes Ende des Jahres 2010 aus der Sanitätshilfe und der Rettungssanitäterausbildung gestrichen und wird von dieser Hilfsorganisation im Rettungsdienst nicht mehr angewandt. Begründet wurde diese Maßnahme damit, dass diese Technik aufgrund der oben genannten Einschränkungen nur für eine kleine Patientenzielgruppe infrage kommt, der Schulungsaufwand ist aber dennoch relativ hoch. Zudem gibt es wesentlich einfachere, aber dennoch adäquate alternative Rettungstechniken.